# ضخامة الشفاه
ضخامة الشفاه أو ضخامة الشفة Macrocheilia  هي حالة دائمة من التورم للشفة التي تنتج من المساحات الليمفاوية المنتفخة بشكل كبير. هذا يؤدي إلى الكبر غير طبيعي في شفة . ويظهر هذا أحيانا في مرضى الجذام.
ضخامة الشفاه حالة تضخم في الشفاه، بحيث تخرج عن التناسب مع الوجه. والحالة عادية في السود، ولكنها غير عادية عند البيض، وتدل عموماً على الفدامة والوعاؤوم اللمفي.

## وصلات خارجية
- eMedicine: Lip reduction